# نهر السراجي
نهر السراجي أحد الأنهار القصيرة في مدينة البصرة، يتفرع من الضفة الغربية لشط العرب ويقع جنوب منطقة البراضعية في قضاء أبو الخصيب في محافظة البصرة جنوب العراق .